# Fed Cup 2012 Zona Euro-Africana Gruppo I - Pool C
Il Pool C della zona Euro-Africana Gruppo I nella Fed Cup 2012 è uno dei quattro gruppi in cui è suddiviso il Gruppo I della zona Euro-Africana. Quattro squadre si sono scontrate nel formato round robin. (vedi anche Pool A, Pool B, Pool D)
|   | Pool C              | Regno Unito (bandiera) | Portogallo (bandiera) | Israele (bandiera) | Paesi Bassi (bandiera) |
| 1 | Gran Bretagna (3-0) |                        | 3-0                   | 3-0                | 2-1                    |
| 2 | Portogallo (2-1)    | 0-3                    |                       | 2-1                | 2-1                    |
| 3 | Israele (1-2)       | 0-3                    | 1-2                   |                    | 2-1                    |
| 4 | Paesi Bassi (0-3)   | 1-2                    | 1-2                   | 1-2                |                        |

## Gran Bretagna vs. Portogallo
| Gran Bretagna 3 | Municipal Tennis Club, Eilat, Israele 1º febbraio 2012 cemento outdoor (acrilico) | Municipal Tennis Club, Eilat, Israele 1º febbraio 2012 cemento outdoor (acrilico) | Portogallo 0 |     |   |  |
| \| \| \| \| 1 \| 2 \| 3 \| \| \| - \| \| --------------------------------------------------------------------------- \| --- \| --- \| - \| \| \| 1 \| \| Anne Keothavong Maria João Köhler \| 6 3 \| 6 4 \| \| \| \| 2 \| \| Elena Baltacha Michelle Larcher de Brito \| 6 2 \| 6 3 \| \| \| \| 3 \| \| Laura Robson / Heather Watson Maria João Köhler / Michelle Larcher de Brito \| 7 5 \| 6 0 \| \| \| |                                                                                   |                                                                                   |              |     |   |  |
| |                                                                                   |                                                                                   | 1            | 2   | 3 |  |
| 1 | Gran Bretagna (bandiera) · Portogallo (bandiera)                                  | Anne Keothavong Maria João Köhler                                                 | 6 3          | 6 4 |   |  |
| 2 | Gran Bretagna (bandiera) · Portogallo (bandiera)                                  | Elena Baltacha Michelle Larcher de Brito                                          | 6 2          | 6 3 |   |  |
| 3 | Gran Bretagna (bandiera) · Portogallo (bandiera)                                  | Laura Robson / Heather Watson Maria João Köhler / Michelle Larcher de Brito       | 7 5          | 6 0 |   |  |

## Israele vs. Paesi Bassi
| Israele 2 | Municipal Tennis Club, Eilat, Israele 1º febbraio 2012 cemento outdoor (acrilico) | Municipal Tennis Club, Eilat, Israele 1º febbraio 2012 cemento outdoor (acrilico) | Paesi Bassi 1 |      |     |  |
| \| \| \| \| 1 \| 2 \| 3 \| \| \| - \| \| ---------------------------------------------------------------- \| ---- \| ---- \| --- \| \| \| 1 \| \| Julia Glushko Bibiane Schoofs \| 3 6 \| 5 7 \| \| \| \| 2 \| \| Shahar Peer Michaëlla Krajicek \| 5 7 \| 7 65 \| 6 1 \| \| \| 3 \| \| Julia Glushko / Shahar Peer Michaëlla Krajicek / Bibiane Schoofs \| 7 64 \| 2 6 \| 6 3 \| \| |                                                                                   |                                                                                   |               |      |     |  |
| |                                                                                   |                                                                                   | 1             | 2    | 3   |  |
| 1 | Israele (bandiera) · Paesi Bassi (bandiera)                                       | Julia Glushko Bibiane Schoofs                                                     | 3 6           | 5 7  |     |  |
| 2 | Israele (bandiera) · Paesi Bassi (bandiera)                                       | Shahar Peer Michaëlla Krajicek                                                    | 5 7           | 7 65 | 6 1 |  |
| 3 | Israele (bandiera) · Paesi Bassi (bandiera)                                       | Julia Glushko / Shahar Peer Michaëlla Krajicek / Bibiane Schoofs                  | 7 64          | 2 6  | 6 3 |  |

## Paesi Bassi vs. Gran Bretagna
| Paesi Bassi 1 | Municipal Tennis Club, Eilat, Israele 2 febbraio 2012 cemento outdoor (acrilico) | Municipal Tennis Club, Eilat, Israele 2 febbraio 2012 cemento outdoor (acrilico) | Gran Bretagna 2 |      |     |  |
| \| \| \| \| 1 \| 2 \| 3 \| \| \| - \| \| ------------------------------------------------------------ \| --- \| ---- \| --- \| \| \| 1 \| \| Bibiane Schoofs Anne Keothavong \| 6 3 \| 63 7 \| 6 3 \| \| \| 2 \| \| Michaëlla Krajicek Elena Baltacha \| 3 6 \| 3 6 \| \| \| \| 3 \| \| Kiki Bertens / Bibiane Schoofs Laura Robson / Heather Watson \| 5 7 \| 65 7 \| \| \| |                                                                                  |                                                                                  |                 |      |     |  |
| |                                                                                  |                                                                                  | 1               | 2    | 3   |  |
| 1 | Paesi Bassi (bandiera) · Gran Bretagna (bandiera)                                | Bibiane Schoofs Anne Keothavong                                                  | 6 3             | 63 7 | 6 3 |  |
| 2 | Paesi Bassi (bandiera) · Gran Bretagna (bandiera)                                | Michaëlla Krajicek Elena Baltacha                                                | 3 6             | 3 6  |     |  |
| 3 | Paesi Bassi (bandiera) · Gran Bretagna (bandiera)                                | Kiki Bertens / Bibiane Schoofs Laura Robson / Heather Watson                     | 5 7             | 65 7 |     |  |

## Israele vs. Portogallo
| Israele 1 | Municipal Tennis Club, Eilat, Israele 2 febbraio 2012 cemento outdoor (acrilico) | Municipal Tennis Club, Eilat, Israele 2 febbraio 2012 cemento outdoor (acrilico) | Portogallo 2 |     |     |  |
| \| \| \| \| 1 \| 2 \| 3 \| \| \| - \| \| ------------------------------------------------------------------------- \| --- \| --- \| --- \| \| \| 1 \| \| Julia Glushko Maria João Köhler \| 6 2 \| 6 4 \| \| \| \| 2 \| \| Shahar Peer Michelle Larcher de Brito \| 1 6 \| 2 6 \| \| \| \| 3 \| \| Julia Glushko / Shahar Peer Maria João Köhler / Michelle Larcher de Brito \| 2 6 \| 6 4 \| 4 6 \| \| |                                                                                  |                                                                                  |              |     |     |  |
| |                                                                                  |                                                                                  | 1            | 2   | 3   |  |
| 1 | Israele (bandiera) · Portogallo (bandiera)                                       | Julia Glushko Maria João Köhler                                                  | 6 2          | 6 4 |     |  |
| 2 | Israele (bandiera) · Portogallo (bandiera)                                       | Shahar Peer Michelle Larcher de Brito                                            | 1 6          | 2 6 |     |  |
| 3 | Israele (bandiera) · Portogallo (bandiera)                                       | Julia Glushko / Shahar Peer Maria João Köhler / Michelle Larcher de Brito        | 2 6          | 6 4 | 4 6 |  |

## Israele vs. Gran Bretagna
| Israele 0 | Municipal Tennis Club, Eilat, Israele 3 febbraio 2012 cemento outdoor (acrilico) | Municipal Tennis Club, Eilat, Israele 3 febbraio 2012 cemento outdoor (acrilico) | Gran Bretagna 3 |     |   |  |
| \| \| \| \| 1 \| 2 \| 3 \| \| \| - \| \| ---------------------------------------------------------- \| --- \| --- \| - \| \| \| 1 \| \| Julia Glushko Anne Keothavong \| 2 6 \| 1 6 \| \| \| \| 2 \| \| Shahar Peer Elena Baltacha \| 4 6 \| 3 6 \| \| \| \| 3 \| \| Julia Glushko / Karen Shlomo Laura Robson / Heather Watson \| 2 6 \| 1 6 \| \| \| |                                                                                  |                                                                                  |                 |     |   |  |
| |                                                                                  |                                                                                  | 1               | 2   | 3 |  |
| 1 | Israele (bandiera) · Gran Bretagna (bandiera)                                    | Julia Glushko Anne Keothavong                                                    | 2 6             | 1 6 |   |  |
| 2 | Israele (bandiera) · Gran Bretagna (bandiera)                                    | Shahar Peer Elena Baltacha                                                       | 4 6             | 3 6 |   |  |
| 3 | Israele (bandiera) · Gran Bretagna (bandiera)                                    | Julia Glushko / Karen Shlomo Laura Robson / Heather Watson                       | 2 6             | 1 6 |   |  |

## Paesi Bassi vs. Portogallo
| Paesi Bassi 1 | Municipal Tennis Club, Eilat, Israele 3 febbraio 2012 cemento outdoor (acrilico) | Municipal Tennis Club, Eilat, Israele 3 febbraio 2012 cemento outdoor (acrilico) | Portogallo 2 |     |     |  |
| \| \| \| \| 1 \| 2 \| 3 \| \| \| - \| \| --------------------------------------------------------- \| --- \| --- \| --- \| \| \| 1 \| \| Bibiane Schoofs Maria João Köhler \| 5 7 \| 6 4 \| 2 6 \| \| \| 2 \| \| Michaëlla Krajicek Michelle Larcher de Brito \| 1 6 \| 2 6 \| \| \| \| 3 \| \| Kiki Bertens / Demi Schuurs Barbara Luz / Margarida Moura \| 6 3 \| 6 0 \| \| \| |                                                                                  |                                                                                  |              |     |     |  |
| |                                                                                  |                                                                                  | 1            | 2   | 3   |  |
| 1 | Paesi Bassi (bandiera) · Portogallo (bandiera)                                   | Bibiane Schoofs Maria João Köhler                                                | 5 7          | 6 4 | 2 6 |  |
| 2 | Paesi Bassi (bandiera) · Portogallo (bandiera)                                   | Michaëlla Krajicek Michelle Larcher de Brito                                     | 1 6          | 2 6 |     |  |
| 3 | Paesi Bassi (bandiera) · Portogallo (bandiera)                                   | Kiki Bertens / Demi Schuurs Barbara Luz / Margarida Moura                        | 6 3          | 6 0 |     |  |

## Verdetti
- Gran Bretagna ammessa al playoff contro la prima del Pool A (Austria) per uno dei due posti (l'altro se lo contendono le vincitrici degli altri due pool) agli spareggi per il Gruppo Mondiale II.
- Paesi Bassi condannati al playout contro l'ultima del Pool A (Estonia) per evitare la retrocessione al Gruppo II.